# Daboase
Daboase är en ort i sydvästra Ghana, och är belägen vid Prafloden. Den är huvudort för distriktet Mpohor/Wassa East, och folkmängden uppgick till 6 239 invånare vid folkräkningen 2010.